# اکتاکلرودی‌بنزودی‌اکسین
اکتاکلرودی‌بنزودی‌اکسین (به انگلیسی: Octachlorodibenzodioxin) با فرمول شیمیایی C۱۲Cl۸O۲ یک ترکیب شیمیایی با شناسه پاب‌کم ۱۸۶۳۶ است. که جرم مولی آن ۴۵۹٫۷۵ g/mol می‌باشد.